# Amok op Bali
Amok op Bali is een spionageroman van auteur Gérard de Villiers en het 17e deel uit de S.A.S.-reeks met als protagonist de Oostenrijkse prins en freelance CIA-agent Malko Linge.

## Het verhaal
Uit Praag komt het bericht dat een Maleise onderneming een zeer omvangrijk arsenaal aan wapens, ammunitie en explosieven heeft gekocht.
Malko wordt op deze zaak gezet om te achterhalen met welk doel deze wapens zijn aangeschaft.
De CIA vermoedt dat de overdracht van de wapens in een van de zeehavens in Indonesië zal plaatshebben aangezien nabij gelegen haven van Singapore zeer strikte controles en procedures kent. Twintig jaar na de onafhankelijkheid van Nederland is Indonesië echter niet het meest politiek stabiele land in het Verre Oosten.
Van een informant krijgt Malko de naam “Kali” in gefluisterd en dit blijkt de voornaam van een van de vrouwen van de Indonesishe president te zijn. Is de president hier persoonlijk bij betrokken en wie is de mysterieuze Duitse vrouwelijke wapenhandelaar? Aan Malko de taak te voorkomen dat in de gordel van smaragd onder de inwoners een massaal amok uitbreekt.

## Personages
- Malko Linge, Oostenrijkse prins en CIA-agent;
- Samantha Adler, Duitse wapenhandelaar.

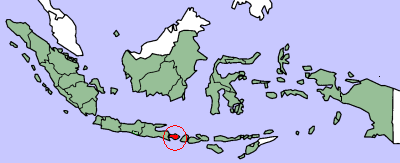
De ligging van het eiland Bali in de Indonesische archipel.